# DDR-Skimeisterschaften 1958
Die 10. DDR-Skimeisterschaften fanden vom 21. bis zum 23. Februar 1958 im sächsischen Altenberg statt. In sechs Entscheidungen der Nordischen Skidisziplinen Langlauf, Skispringen und Nordische Kombination, davon zwei Mannschaftswettbewerben, gingen Athleten an den Start. Der 30-km-Langlauf der Männer wurde bereits am 2. Februar 1958 im thüringischen Schmiedefeld, der 50-km-Langlauf der Männer erst am 29. März 1958 in Oberwiesenthal ausgetragen. Die Meisterschaften in Altenberg waren der letzte große Wettkampf vor den Nordischen Skiweltmeisterschaften im finnischen Lahti, die Anfang März stattfanden.

## Langlauf

### Männer

#### 15 km
Der schon vom 30-km-Lauf mit Meisterlorbeer geschmückte Kuno Werner konnte auch über die kurze Distanz Gold gewinnen und somit seinen Meistertitel verteidigen. Allerdings erwuchs ihm im Klingenthaler Röder ein ernsthafter Konkurrent, dem am Ende nur 18 Sekunden zu Gold fehlten. Hinter Röder reihte sich eine ganze Armada von Oberhofer Armeesportlern ein. Bester Kombinierer, für die dieser Wettbewerb als Laufwertung verwendet wurde, war Günter Flauger.
Datum: Freitag, 21. Februar 1958
| Platz | Sportler         | Mannschaft            | Zeit (h) |
| ----- | ---------------- | --------------------- | -------- |
| 1     | Kuno Werner      | ASK Vorwärts Oberhof  | 57:58    |
| 2     | Enno Röder       | SC Dynamo Klingenthal | 58:15    |
| 3     | Werner Moring    | ASK Vorwärts Oberhof  | 58:23    |
| 4     | Egon Fleischmann | ASK Vorwärts Oberhof  | 59:32    |
| 5     | Alfred Recknagel | ASK Vorwärts Oberhof  | 59:53    |
| 6     | Rudolf Dannhauer | ASK Vorwärts Oberhof  | 1:01:03  |
| 7     | Günter Flauger   | SC Dynamo Klingenthal | 1:01:11  |
| 8     | Adolf Jankowski  | ASK Vorwärts Oberhof  | 1:01:13  |
| 9     | Helmut Forkel    | SG Dynamo Zinnwald    | 1:01:22  |

#### 30 km
Im Rahmen einer Veranstaltung, bei der nachmittags auch ein Springen von der Walter-Ulbricht-Schanze im Vessertal durchgeführt wurde, ermittelten 39 angetretene Langläufer den ersten Meister im Skilanglauf des Jahres 1958 über die Strecke von 30 Kilometern. Titelverteidiger Kuno Werner konnte den Wettbewerb erneut siegreich gestalten.
Datum: Sonntag, 2. Februar 1958
| Platz | Sportler      | Mannschaft            | Zeit (h) |
| ----- | ------------- | --------------------- | -------- |
| 1     | Kuno Werner   | ASK Vorwärts Oberhof  | 1:48:28  |
| 2     | Enno Röder    | SC Dynamo Klingenthal | 1:49:32  |
| 3     | Werner Moring | ASK Vorwärts Oberhof  | 1:50:24  |

#### 50 km
Bei Regenwetter startete das letzte Meisterschaftsrennen an der Oberwiesenthaler Sachsenbaude. Olympiateilnehmer Erich Lindenlaub hatte die größten Kraftreserven und konnte sich mit zwei Minuten Vorsprung den Meistertitel sichern.
Datum: Sonnabend, 29. März 1958
| Platz | Sportler         | Mannschaft            | Zeit (h) |
| ----- | ---------------- | --------------------- | -------- |
| 1     | Erich Lindenlaub | SC Dynamo Klingenthal | 3:16:30  |
| 2     | Werner Moring    | ASK Vorwärts Oberhof  | 3:18:30  |
| 3     | Alfred Recknagel | ASK Vorwärts Oberhof  | 3:22:23  |
| 4     | Heinz Seidel     | SC Dynamo Klingenthal | 3:25:41  |
| 5     | Siegfried Forker | SG Dynamo Zinnwald    | 3:27:13  |

#### 4 × 10-km-Staffel
Nach der erdrückenden mannschaftlichen Geschlossenheit in der einzigen Einzelentscheidung war der Staffelsieg der ersten Oberhofer Vertretung folgerichtig. Die Oberhofer Langläufer waren so dominierend, dass selbst ihre zweite Vertretung noch schneller als die erste Klingenthaler Mannschaft war.
Datum: Sonntag, 23. Februar 1958
| Platz | Mannschaft              | Sportler                                                    | Zeit (h) |
| ----- | ----------------------- | ----------------------------------------------------------- | -------- |
| 1     | ASK Vorwärts Oberhof I  | Alfred Recknagel Egon Fleischmann Werner Moring Kuno Werner | 2:31:02  |
| 2     | ASK Vorwärts Oberhof II | Werner Haase Adolf Jankowski Böttner Rudolf Dannhauer       | 2:32:12  |
| 3     | SC Dynamo Klingenthal I | Erich Lindenlaub Heinz Seidel Helmut Weidlich Enno Röder    | 2:33:12  |

### Frauen

#### 10 km
Zum vierten Mal in Folge konnte Sonnhilde Kallus die Einzelstrecke bei den Frauen gewinnen, und das in souveräner Manier. Vizemeisterin wurde Christa Köhler, die letztmals bei Meisterschaften für ihre einheimische BSG startete. Nach der Wintersaison wechselte sie zum SC Traktor Oberwiesenthal.
Datum: Freitag, 21. Februar 1958
| Platz | Sportler              | Mannschaft                | Zeit (h) |
| ----- | --------------------- | ------------------------- | -------- |
| 1     | Sonnhilde Kallus      | SC Dynamo Klingenthal     | 44:02    |
| 2     | Christa Göhler        | BSG Traktor Nassau        | 45:46    |
| 3     | Renate Borges         | SC Traktor Oberwiesenthal | 46:32    |
| 4     | Elfriede Spiegelhauer | SC Motor Zella-Mehlis     | 46:58    |
| 5     | Gerda Kaden           | SC Dynamo Klingenthal     | 48:16    |

#### 3 × 5-km-Staffel
Sonnhilde Kallus wurde mit der Staffel Doppelmeisterin. Bei den Staffeln aus Zella-Mehlis und Oberwiesenthal reichte am Ende eine starke Läuferin nicht, um um den Titel mitzulaufen.
Datum: Sonntag, 23. Februar 1958
| Platz | Mannschaft                | Sportler                                          | Zeit (h) |
| ----- | ------------------------- | ------------------------------------------------- | -------- |
| 1     | SC Dynamo Klingenthal I   | Margot Drechsel Gerda Kaden Sonnhilde Kallus      | 1:05:55  |
| 2     | SC Motor Zella-Mehlis     | Marlies Liebau Luise Thomas Elfriede Spiegelhauer | 1:06:45  |
| 3     | SC Traktor Oberwiesenthal | Eva Stuhl Scherber Renate Borges                  | 1:07:27  |

## Nordische Kombination
Nach dem Langlauf führte der letztjährige Juniorenmeister Günter Flauger vor dem überraschend starken Horst Bätz von der BSG Traktor Steinheid und Vorjahresmeister Siegfried Böhme. Das Springen, erfahrungsgemäß die stärkere Teildisziplin der Kombinierer dieser Jahre, wurde am Tag darauf vor 5000 Zuschauern auf der Schanze des Friedens am Geisingberg ausgetragen. Angesichts eines stumpfen Auslaufes war der Wettbewerb von vielen Stürzen geprägt, Günter Flauger stürzte gleich beim ersten Sprung. Mit seinem dritten Sprung mit Tagesbestweite von 68,5 m machte er das Geschehen aber nochmals spannend. Am Ende fehlten im 0,6 Punkte zum Titel, Siegfried Böhme konnte seinen Erfolg wiederholen.
Datum: Langlauf 15 km, Freitag, 21. Februar 1958; Sprunglauf Sonnabend, 22. Februar 1958
| Platz | Sportler         | Mannschaft            | Punkte |
| ----- | ---------------- | --------------------- | ------ |
| 1     | Siegfried Böhme  | SC Dynamo Klingenthal | 441,5  |
| 2     | Günter Flauger   | SC Dynamo Klingenthal | 440,9  |
| 3     | Martin Körner    | SC Dynamo Klingenthal | 432,9  |
| 4     | Rolf Schönherr   | SC Dynamo Klingenthal | 423,2  |
| 5     | Manfred Meinhold | SC Dynamo Klingenthal | 415,4  |

## Skispringen
40.000 Zuschauer strömten am letzten Wettkampftag an den Geisingberg, um vor allem das Spitzentrio Helmut Recknagel, Harry Glaß und Werner Lesser zu sehen. Schon zu Jahresbeginn hatten die DDR-Springer aufhorchen lassen, als Helmut Recknagel als erster DDR-Vertreter die Vierschanzentournee gewann. Werner Lesser wurde Tourneevierter. Bei der Meisterschaft setzte sich jedoch der dreifache DDR-Meister Harry Glaß mit der größten Tagesweite und den stilistisch saubersten Sprüngen durch. Recknagel merkte man den dreiwöchigen Trainingsausfall infolge einer Grippe an, er traf bei keinem seiner Versuche den Absprung punktgenau. Werner Lesser gewann Bronze.
Datum: Sonntag, 23. Februar 1958
| Platz | Sportler         | Mannschaft            | Punkte |
| ----- | ---------------- | --------------------- | ------ |
| 1     | Harry Glaß       | SC Dynamo Klingenthal | 230,5  |
| 2     | Helmut Recknagel | SC Motor Zella-Mehlis | 225,5  |
| 3     | Werner Lesser    | SG Dynamo Brotterode  | 223,5  |
| 4     | Manfred Brunner  | SC Dynamo Klingenthal | 220,0  |
| 5     | Harald Pfeffer   | SC Motor Zella-Mehlis | 216,0  |
| 6     | Hugo Fuchs       | SG Dynamo Brotterode  | 214,0  |

## Medaillenspiegel
Die Titelträger kamen nur aus zwei Leistungszentren – Klingenthal und Oberhof. Letztmals ging eine Meisterschaftsmedaille an die BSG Traktor Nassau.
| Medaillenspiegel (nach allen 8 Wettbewerben) | Medaillenspiegel (nach allen 8 Wettbewerben) | Medaillenspiegel (nach allen 8 Wettbewerben) | Medaillenspiegel (nach allen 8 Wettbewerben) | Medaillenspiegel (nach allen 8 Wettbewerben) | Medaillenspiegel (nach allen 8 Wettbewerben) |
| Platz                                        | Mannschaft                                   | Gold                                         | Silber                                       | Bronze                                       | Gesamt                                       |
| -------------------------------------------- | -------------------------------------------- | -------------------------------------------- | -------------------------------------------- | -------------------------------------------- | -------------------------------------------- |
| 1                                            | SC Dynamo Klingenthal                        | 5                                            | 3                                            | 2                                            | 10                                           |
| 2                                            | ASK Vorwärts Oberhof                         | 3                                            | 2                                            | 3                                            | 8                                            |
| 3                                            | SC Motor Zella-Mehlis                        | 0                                            | 2                                            | 0                                            | 2                                            |
| 4                                            | BSG Traktor Nassau                           | 0                                            | 1                                            | 0                                            | 1                                            |
| 5                                            | SC Traktor Oberwiesenthal                    | 0                                            | 0                                            | 2                                            | 2                                            |
| 6                                            | SG Dynamo Brotterode                         | 0                                            | 0                                            | 1                                            | 1                                            |

## WM-Aufgebot
Bereits vor den DDR-Meisterschaften wurde das WM-Aufgebot bekanntgegeben. Dabei rückte der Skispringer Manfred Brunner für den verletzten Adolf Baldauf nach. Bei den Skilanglauffrauen wurde Renate Borges im Hinblick auf eine zielgerichtete Entwicklung bis zu den Olympischen Winterspielen 1960 anstelle von Margot Drechsel nominiert.
Spezialsprunglauf
- Helmut Recknagel (SC Motor Zella-Mehlis)
- Werner Lesser (SG Dynamo Brotterode)
- Harry Glaß (SC Dynamo Klingenthal)
- Hugo Fuchs (SG Dynamo Brotterode)
- Manfred Brunner (SC Dynamo Klingenthal)
- Harald Pfeffer (SC Motor Zella-Mehlis)

Nordische Kombination
- Günter Flauger (SC Dynamo Klingenthal)
- Siegfried Böhme (SC Dynamo Klingenthal)
- Martin Körner (SC Dynamo Klingenthal)

Langlauf
| Männer - Kuno Werner (ASK Vorwärts Oberhof) - Enno Röder (SC Dynamo Klingenthal) - Adolf Jankowski (ASK Vorwärts Oberhof) - Werner Moring (ASK Vorwärts Oberhof) - Rudolf Dannhauer (ASK Vorwärts Oberhof) | Frauen - Christa Göhler (BSG Traktor Nassau) - Sonnhilde Kallus (SC Dynamo Klingenthal) - Elfriede Spiegelhauer (SC Dynamo Klingenthal) - Renate Borges (SC Traktor Oberwiesenthal) |